# 삼성생명 레슬링단
삼성생명 레슬링단은 대한민국의 레슬링단이다.

## 연혁
- 1983년 7월 동방생명 레슬링단 창단

## 선수단

### 선수
| - 그레코로만형 - - 김준형 - 김현우 - 류한수 - 이승찬 - 정한재 | - 자유형 - 김관욱 - 서민원 - 손상현 - 이승철 |

### 코칭 스태프
- 그레코로만형
  - 감독 : 안한봉
  - 코치 : 김인섭
- 자유형
  - 감독 : 박장순
  - 코치 : 문의제

### 역대 주요 선수
| - 그레코로만형 - 김승준 - 김인섭 - 김정섭 - 문의제 - 민경갑 - 안한봉 - 이정백 - 정영록 - 정지현 - 정태균 - 조효철 - 허병호 - 강경일 | - 자유형 - 권혁범 - 김운빈 - 김종대 - 김종신 - 김종오 - 김진철 - 박장순 - 백진국 - 심상효 - 윤준식 - 이동우 - 이윤석 - 이재성 - 정영호 - 정용석 - 조병은 - 최권섭 |

## 시설
- 훈련장, 선수단 숙소 : 삼성 트레이닝 센터

## 같이 보기
- 삼성생명
- 삼성스포츠
- 삼성생명 탁구단